# Europees Stelsel van Rekeningen
Het Europees Stelsel van Rekeningen (ESR) is het systeem van nationale rekeningen en regionale rekeningen dat lidstaten van de Europese Unie hanteren.
De Europese Unie had reeds in de jaren zeventig een boekhoudkundig kader vastgelegd voor alle Europese overheden. Dit vormde de basis voor het huidige Europees Stelsel van Rekeningen 1995 (ESR 95) dat begin 2000 in voege trad.
Deze regelgeving definieert onder meer de modaliteiten voor het bepalen van het jaarlijks begrotingsresultaat en de totale overheidsschuld. Dit is alvast van cruciaal belang voor de twee meest in het oog springende bepalingen uit de Maastrichtnorm (1992). Die bepalen dat het jaarlijks begrotingstekort en de totale overheidsschuld in functie van het bruto binnenlands product respectievelijk maximaal 3% en 60% zouden mogen bedragen.
In dit verband kunnen investeringen of andere langetermijnschulden in overheidsgerelateerde infrastructuur ESR-neutraal zijn. Dat betekent dat deze, met uitzondering van de in het concrete jaar verschuldigde betalingen, geen impact hebben op het begrotingsresultaat en de overheidsschuld van de betrokken overheid.
Het ESR-systeem is compatibel met het United Nations System of National Accounts (1993 SNA) van de Verenigde Naties, zowel inzake definities, classificaties, als qua regels. Om een herziening van die regels te volgen, wordt het ESR momenteel ook herzien.